# Oratosquillina manningi
Oratosquillina manningi is een bidsprinkhaankreeftensoort uit de familie van de Squillidae. De wetenschappelijke naam van de soort is voor het eerst geldig gepubliceerd in 2000 door Ahyong, Chan & Liao.